# Staw Świerczewo
Staw Świerczewo – jeden ze stawów pocegielnianych (glinianek), zlokalizowany w obrębie poznańskich Szacht, na południu Świerczewa, w rejonie ulic Mieleszyńskiej i Stara Cegielnia. Powierzchnia zlewni – 0,4 km².
Leży w dolinie Strumienia Junikowskiego, otoczony zabagnionymi nieużytkami i trzcinowiskami. Kształt regularny, owalny. Niedaleko znajdują się jednorodzinne zabudowania Świerczewa, ogrody działkowe, a także pozostałości cegielni Świerczewo. Przy południowym brzegu przebiega granica administracyjna Lubonia.